# Jack Guthrie
Jack Guthrie (født Leon Jerry Guthrie 13. november 1915 i Olive, Oklahoma, USA - 15. januar 1948 i Livermore, Californien) var en amerikansk countrysanger.
Jack Guthrie var Woody Guthries fætter og kom på country-hitlisterne med en omskrevet version af Woody Guthries sang Oklahoma Hills i 1945. Da sangen slog igennem, var Jack Guthrie i den amerikanske hær og stationeret i Stillehavsregionen.
Da Guthrie havde færdiggjort sin værnepligt, begyndte han at skrive og indspille flere sange og afholde koncerter rundt omkring på den amerikanske vestkyst. Guthrie udsendte blandt andet hittet Oakie Boogie, som blev #3 i 1947. I juli 1947 blev Jack Guthrie indlagt på hospitalet med tuberkulose. Han døde i 1948 i Livermore, Californien.